# Ptychospermatinae
Ptychospermatinae là một phân tông của tông Cau (Areceae).
Chi:
- Adonidia
- Balaka
- Brassiophoenix
- Carpentaria
- Drymophloeus
- Jailoloa
- Manjekia
- Normanbya
- Ponapea
- Ptychococcus
- Ptychosperma
- Veitchia
- Wallaceodoxa
- Wodyetia